# Sesvennagruppe

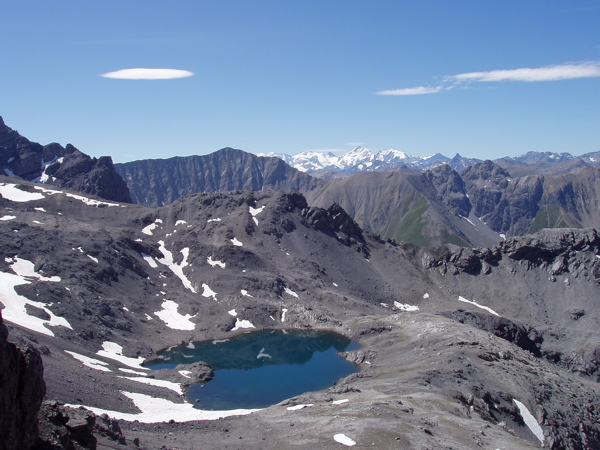
Obszar Szwajcarskiego Parku Narodowego

Sesvennagruppe, Alpi della Val Müstair, Münstertaler Alpen — grupa górska w Alpach Wschodnich. Leży na pograniczu Szwajcarii (Gryzonia), północnych Włoch (Trydent-Górna Adyga) i zachodniej Austrii (Tyrol). 
Pasmo Alpi della Val Müstair oddzielone jest od grupy Silvretta na północy i łańcucha Albula-Alpen na zachodzie przez dolinę Engadyny; od pasma Alpi di Livigno na południowym zachodzie przez przełęcz Forno i Val Müstair; od Alp Ötztalskich na wschodzie przez rzekę Adygę i przełęcz Reschenpass. 

## Szczyty
Najważniejsze szczyty Münstertaler Alpen to:
- Piz Sesvenna 3205 m
- Piz Pisoc 3174 m
- Piz Tavrü 3171 m
- Piz Plavna 3166 m
- Muntpitschen 3162 m
- Foratrida Spitze 3129 m
- Piz Nuna 3124 m
- Piz da la Crappa 3122 m
- Piz Zuort 3119 m
- Piz Lischana 3105 m